# Władysław Zieliński (historyk)
Władysław Zieliński (ur. 17 grudnia 1939 w Słomnikach, zm. 16 listopada 1987 w Katowicach) – polski historyk, doktor habilitowany nauk humanistycznych specjalizujący się w dziejach najnowszych, w tym historii Śląska i biografistyce.

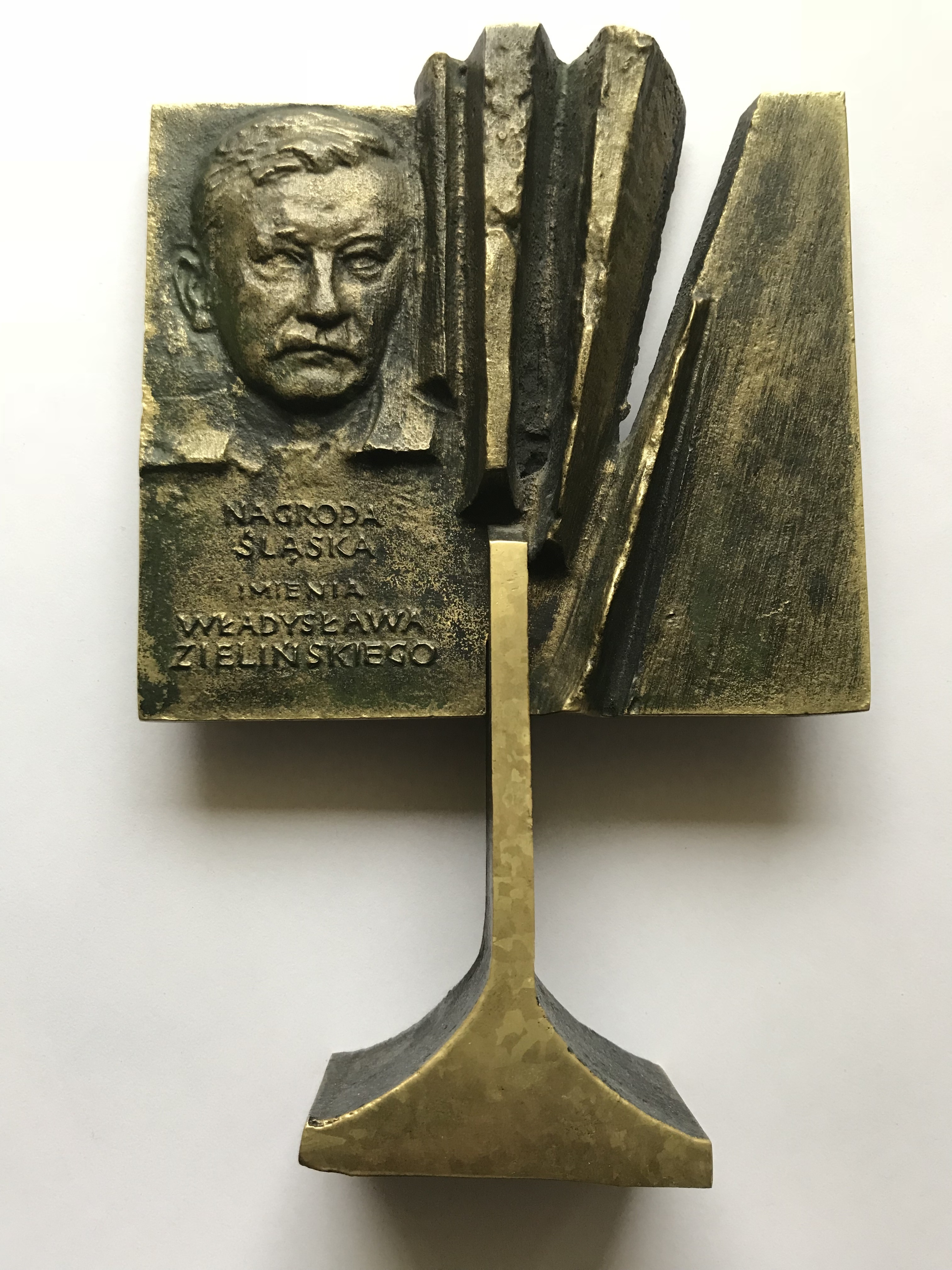
Statuetka Nagrody Śląskiej im. Władysława Zielińskiego

## Życiorys
Absolwent Wyższej Szkoły Pedagogicznej w Katowicach. Stopień doktora nauk humanistycznych (1969) oraz doktora habilitowanego (1978) nauk humanistycznych uzyskał w Uniwersytecie Śląskim. Od 1964 pracował w Śląskim Instytucie Naukowym, gdzie zajmował kolejno stanowiska asystenta, adiunkta i docenta, dwukrotnie pełnił funkcję wicedyrektora. Usunięty z pracy w stanie wojennym (1982). Pracował ponadto w katowickim Oddziale Polskiej Akademii Nauk oraz w Instytucie Śląskim w Opolu. W latach 1984–1987 pełnił funkcję zastępca dyrektora do spraw naukowych Głównej Komisji Badania Zbrodni Hitlerowskich – Instytutu Pamięci Narodowej. Współtwórca i redaktor (wraz z Janem Kantyką) Śląskiego słownika biograficznego (wydano 3 tomy) oraz współwydawca Źródeł do dziejów powstań śląskich. Autor haseł w Polskim Słowniku Biograficznym i Słowniku biograficznym działaczy polskiego ruchu robotniczego.

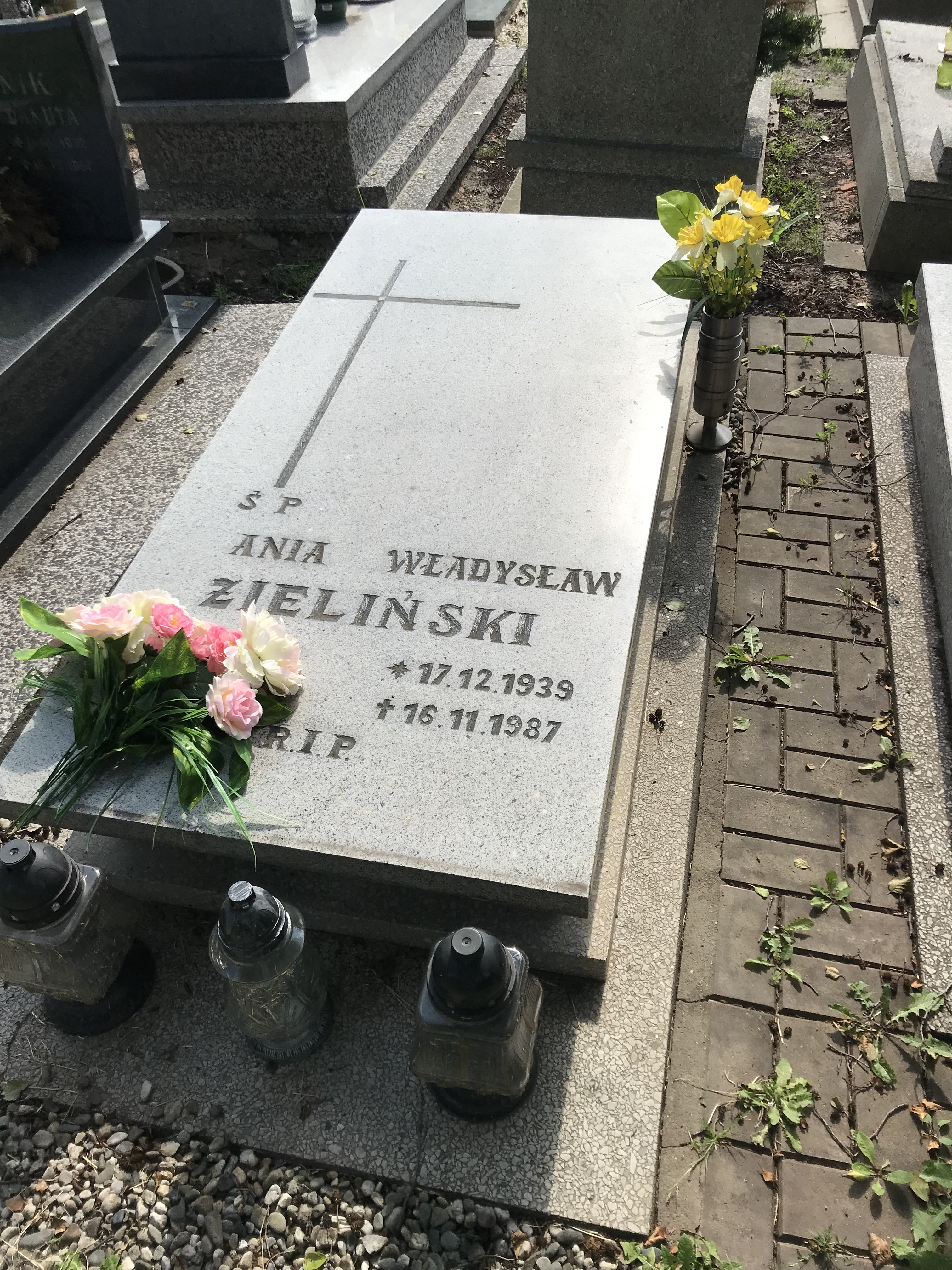
Grób Władysława Zielińskiego na cmentarzu przy ul. Józefowskiej w Katowicach

Został pochowany na cmentarzu przy ul. Józefowskiej w Katowicach.

## Ważniejsze publikacje
- Polska i niemiecka propaganda plebiscytowa na Górnym Śląsku, Wrocław 1972.
- Geneza i powstanie Polskiej Partii Socjalistycznej zaboru pruskiego (1890-1893), Katowice 1979.
- Polska Partia Socjalistyczna zaboru pruskiego 1890/1893-1914, Katowice 1982.
- Ludzie i sprawy hotelu "Lomnitz", Wydawnictwo Śląsk, Katowice 1985.